# Narcisse-Eutrope Dionne
Pour les articles homonymes, voir Dionne.
Narcisse-Eutrope Dionne (18 mai 1848 - 30 mars 1917) est un journaliste, un historien, un médecin, un linguiste et un bibliothécaire québécois. Il est connu principalement pour ses biographies sur Jacques Cartier et Samuel de Champlain.

## Biographie

### Vie personnelle
Natif de Saint-Denis-De La Bouteillerie dans la région du Bas-Saint-Laurent, il fait ses études classiques en philosophie et théologie au collège de Sainte-Anne-de-la-Pocatière, au Grand séminaire de Québec puis à l'Université Laval, où il termine ses études en médecine en 1874. En 1873, il se marie avec Marie-Louise Bouchard avec qui il aura dix enfants. Sa femme décède en 1885 et il se remarie avec Émilie-Emma Bidégaré avec laquelle il aura quatre autres enfants. Il prend sa retraite en 1912, et meurt en 1917 à l'âge de 68 ans, deux mois avant son 69e anniversaire.

### Vie professionnelle
Durant ses études en médecine, pendant quelques semaines, Dionne est l’assistant de l'historien Francis Parkman, s'initiant ainsi avec la recherche en histoire. En 1874, il commence sa carrière dans le journalisme comme assistant-rédacteur puis rédacteur en chef en 1880 au Courrier du Canada dans le Canton de Stanfold (maintenant Princeville), puis devient secrétaire correspondant pour la Société de géographie de la province de Québec. Il va jouer un rôle clef à faire la promotion de la Quebec Press Association, un réseau d’échanges invitant les journalistes canadiens et américains à venir au Québec et à leur tour aux journalistes québécois de visiter le Canada et le nord des États-Unis, le tout ayant permis une documentation riche des territoires et espaces de la province de Québec et d’en faire la promotion.
En 1892, il remplace Léon-Pamphile Le May en tant que responsable de la bibliothèque de l'Assemblée nationale du Québec. Sa première contribution en tant que bibliothécaire est de se charger d’intégrer l’immense collection de l’ancien premier ministre Pierre-Joseph-Olivier Chauveau que LeMay s’était occupé d’acquérir. En 1897, il est secrétaire-archiviste et officier de l’Association de vigilance de Québec contre l’intempérance. En 1899, Dionne écrit diverses biographies sur des personnages illustres du Québec dans le Messager canadien, les plus importants étant sur Samuel de Champlain et Jacques Cartier. En 1900, il se voit offrir par l’Université Laval le titre de docteur es lettres. En 1901, il se voit attribuer la présidence de la section française de la Société royale du Canada dont il était membre depuis 1883. Il rédige un catalogue en 1903 contenant 65 000 volumes et 17 000 brochures puis un inventaire chronologique de 9000 titres imprimés formés de livres, brochures, journaux et revues publiés en français au Québec recensés de 1764 à 1905. En 1909, Dionne rédige Le parler populaire du Canadien français contenant 15 000 mots ou expressions qui sont accompagnés d’une description du genre, du nombre, la nature du mot, des exemples et parfois l’étymologie . Cet ouvrage exhaustif donne une place importante aux usages linguistiques propres au Québec et va influencer le lexique scientifique du Glossaire du parler français au Canada de 1930 constitué par la Société pour parler français au Canada créée en 1902 dont il est un membre fondateur. Ce glossaire rédigé par 200 personnes à travers tout le Québec comprendra plus de deux millions d’occurrences, notamment la prononciation, la définition des sens possibles, la catégorie grammaticale, des exemples ou des références à l’ancien français. Malgré la critique suscitée après sa sortie, ce glossaire constitue en soi le premier vrai dictionnaire de lexicographie québécoise de la période moderne à être mis au jour.
En 1910, Dionne, alors directeur de la Bibliothèque de la Législature, part pour Bruxelles qui tient une Exposition universelle et internationale. Il sert alors de représentation au gouvernement du Québec et à l’Université Laval dans un congrès international des archivistes et bibliothécaires qui tient lieu. Cette initiative d’avoir une présence québécoise est une réponse à l’opposition du ministre Joseph-Édouard Caron quant à la représentation canadienne du pavillon canadien de l’Exposition universelle de Liège en 1905 qui vantait l’Ouest canadien aux émigrants sans mention du Québec. Il s’agit alors d’une des premières représentations à l’international pour la bibliothéconomie du Québec. Avant le milieu du vingtième siècle, les bibliothécaires québécois ayant correspondu à l’international et voyagé auparavant ne sont pas nombreux et font souvent lieu de situations anecdotiques, puisque la profession de bibliothécaire au Québec ne s’est développée qu’en 1937 avec l’École de bibliothécaires. La section des bibliothèques penche sa programmation sur les règlements, la formation, le recrutement de spécialistes professionnels, le catalogage, l’inventaire des collections, la conservation et restauration des livres, les relations internationales et le prêt entre bibliothèques. Le congrès porte aussi sur un débat important concernant le statut spécifique des bibliothécaires, plus précisément à savoir le rôle à jouer des gouvernements sur la nomination des directeurs de bibliothèque. Le débat amène sur la possibilité de créer une commission nationale pour chaque pays pour diriger ces nominations et que les bibliothécaires fassent partie des discussions sur les projets de constructions de bibliothèques d’État. Le congrès est divisé en quatre sections: les archives, les bibliothèques, les collections apparentées aux dépôts d’archives et les bibliothèques populaires.
En 1912, Dionne démissionne de son poste de bibliothécaire pour se consacrer à la recherche et notamment à publier un répertoire sur les familles canadiennes-françaises. En 1915, alors retraité, il a la chance grâce au Daily Telegraph de Québec de voyager à San Francisco à l’Exposition universelle de Panama-Pacifique comme journaliste.

## Œuvres
- Le Tombeau de Champlain et autres réponses aux questions d'histoire du Canada : proposées lors du concours ouvert en juin 1879 par Son Excellence M. le comte de Premio-Real, 1880
- États-Unis, Manitoba et Nord-Ouest : notes de voyage, 1882
- Jacques Cartier, 1889
- La Nouvelle-France de Cartier à Champlain, 1891
- Samuel Champlain, fondateur de Québec et père de la Nouvelle-France. Histoire de sa vie et de ses voyages, par N. E. Dionne, 1891
- Vie de C.-F. Painchaud, fondateur du collège Sainte-Anne de la Pocatière, 1894
- Mgr de Forbin-Janson|Mgr de Forbin-Janson, évêque de Nancy et de Toul, primat de Lorraine, etc. : sa vie, son œuvre en Canada, 1895
- Serviteurs et servantes de Dieu en Canada : quarante biographies, 1904
- Les Ecclésiastiques et les royalistes français réfugiés au Canada à l'époque de la Révolution : 1791-1802, 1905
- Québec et la Nouvelle-France, bibliographie, 1905-1907
- Inventaire chronologique, 1905-1909
- Samuel de Champlain (Volume 2), 1906
- Le parler populaire des Canadiens français, 1909
- Sainte-Anne de La Pocatière, 1672-1910 ; L’Ile-aux-Oies, 1646-1910
- Galerie historique, 1909-1913
- Origine de familles canadiennes-françaises, 1914

## Honneurs
- Prix du lieutenant-gouverneur, 1980

## Hommages
- La rue Dionne a été nommée en son honneur, en 1972, dans la ville de Québec.